# Нојхоф (Фулда)
Нојхоф (њем. Neuhof) општина је у њемачкој савезној држави Хесен. Једно је од 23 општинска средишта округа Фулда. Према процјени из 2010. у општини је живјело 11.018 становника. Посједује регионалну шифру (AGS) 6631018.

## Географски и демографски подаци
Нојхоф се налази у савезној држави Хесен у округу Фулда. Општина се налази на надморској висини од 270 – 480 метара. Површина општине износи 90,3 km². У самом мјесту је, према процјени из 2010. године, живјело 11.018 становника. Просјечна густина становништва износи 122 становника/km².